# Allens kolibrie
De Allens kolibrie (Selasphorus sasin) is een vogel uit de familie Trochilidae (kolibries).

## Verspreiding en leefgebied
Deze soort komt voor in westelijk Noord-Amerika en telt twee ondersoorten:
- S. s. sasin: zuidelijk Oregon en Californië.
- S. s. sedentarius: de eilanden nabij zuidelijk Californië.

## Status
De grootte van de populatie is in 2019 geschat op 1,5 miljoen volwassen vogels. Op de Rode lijst van de IUCN heeft deze soort de status niet bedreigd.  